# Eredivisie 2023/24 (mannenwaterpolo)
Het Eredivisie-seizoen 2023/24 (mannen) was het 124e seizoen waarin in Nederland werd gestreden om het landskampioenschap waterpolo. Met de degradatie van Linge/PCG en de terugkeer van MNC Dordrecht bestaat de competitie uit 12 teams. Door het terugtrekken van AZC werd Jong Oranje in de competitie toegevoegd aan de competitie, waarbij de uitslagen tegen Jong Oranje niet mee tellen in de eindstand.

## Teams
| · De Ham Jong Oranje Het Ravijn Polar Bears PSV Zuid-Holland ZPC Amersfoort UZSC ZV de Zaan Locatie teams in Eredivisie 2021/22 | · MNC Dordrecht WIDEX GZC Donk ZPB H&L Productions ZVL-1886 Center Locatie Zuid-Hollandse Eredivisieteams |

| Club                | Plaats      |
| ------------------- | ----------- |
| MNC Dordrecht       | Dordrecht   |
| De Ham              | Krommenie   |
| Het Ravijn          | Nijverdal   |
| Polar Bears         | Ede         |
| PSV                 | Eindhoven   |
| ZPC Amersfoort      | Amersfoort  |
| Jong Oranje         | Zeist       |
| UZSC                | Utrecht     |
| WIDEX GZC Donk      | Gouda       |
| ZPB H&L Productions | Barendrecht |
| ZV de Zaan          | Zaandam     |
| ZVL-1886 Center     | Leiden      |